# Fabrice Becker
Fabrice Becker (Estrasburgo, 28 de junio de 1961) es un deportista francés que compitió en esquí acrobático, especialista en la prueba de acrobacias.
Ganó tres medallas en el Campeonato Mundial de Esquí Acrobático entre los años 1993 y 1997.

## Medallero internacional
| Campeonato Mundial | Campeonato Mundial   | Campeonato Mundial | Campeonato Mundial |
| Año                | Lugar                | Medalla            | Prueba             |
| ------------------ | -------------------- | ------------------ | ------------------ |
| 1993               | Altenmarkt (Austria) | Medalla de oro     | Acrobacias         |
| 1995               | La Clusaz (Francia)  | Medalla de plata   | Acrobacias         |
| 1997               | Nagano (Japón)       | Medalla de oro     | Acrobacias         |